# Зубарев, Виктор Викторович
Виктор Викторович Зубарев (1 июня 1932 — 21 июля 1991) — советский актёр театра и кино, народный артист РСФСР.

## Биография
Виктор Викторович Зубарев родился 1 июня 1932 года. С детства мечтал стать актёром, участвовал в художественной самодеятельности. После школы поступил в Киевский институт театрального искусства имени И. К. Карпенко- Карого.
Со второй половины 1950-х годов вошёл в труппу Киевского ТЮЗа под руководством Александра Соломарского, где стал одним из ведущих актёров.
В 1966—1991 годах играл в Московском ТЮЗе, был секретарём партбюро театра.
Умер 21 июля 1991 года.

## Награды и премии
- Заслуженный артист Украинской ССР.
- Народный артист РСФСР (1971).

## Работы в театре
- «Дорогой мальчик» С. Михалкова (Московский ТЮЗ, 1973)
- «Униженные и оскорблённые» по Ф. М. Достоевскому (Московский ТЮЗ)[3]

## Фильмография
1. 1958 — Сашко — Валерий Дмитриевич, кинорежиссёр
2. 1973 — Дорогой мальчик — эпизод
3. 1976 — Рождённая революцией (8-я серия — «Оборотни») — подполковник Желтых, начальник отдела кадров
4. 1977 — Отклонение — ноль — Артур Сергеевич, сотрудник управления лётной службой

## Радио
- "Мёртвая зона" (1985 год).[4]